# Symphaedra nais
Symphaedra nais är en fjärilsart som beskrevs av Forster 1771. Symphaedra nais ingår i släktet Symphaedra och familjen praktfjärilar. Inga underarter finns listade i Catalogue of Life.

## Bildgalleri

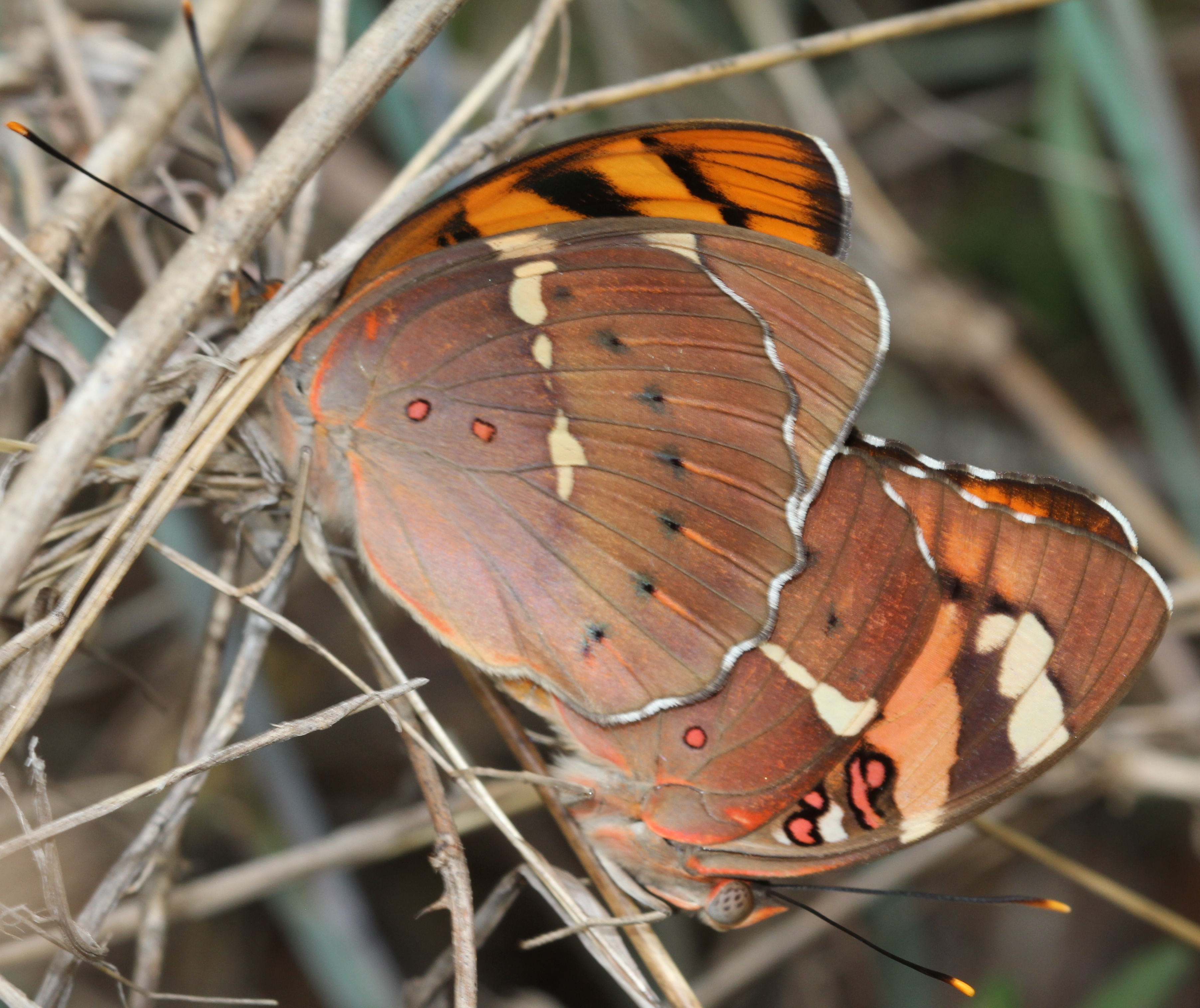
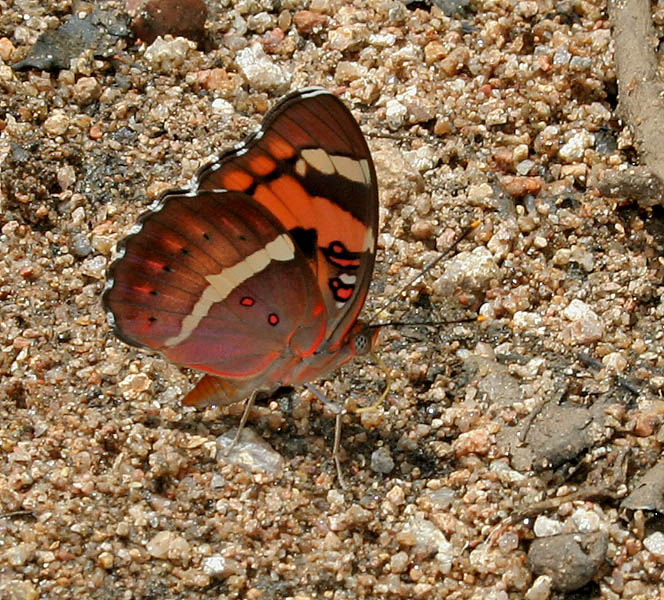
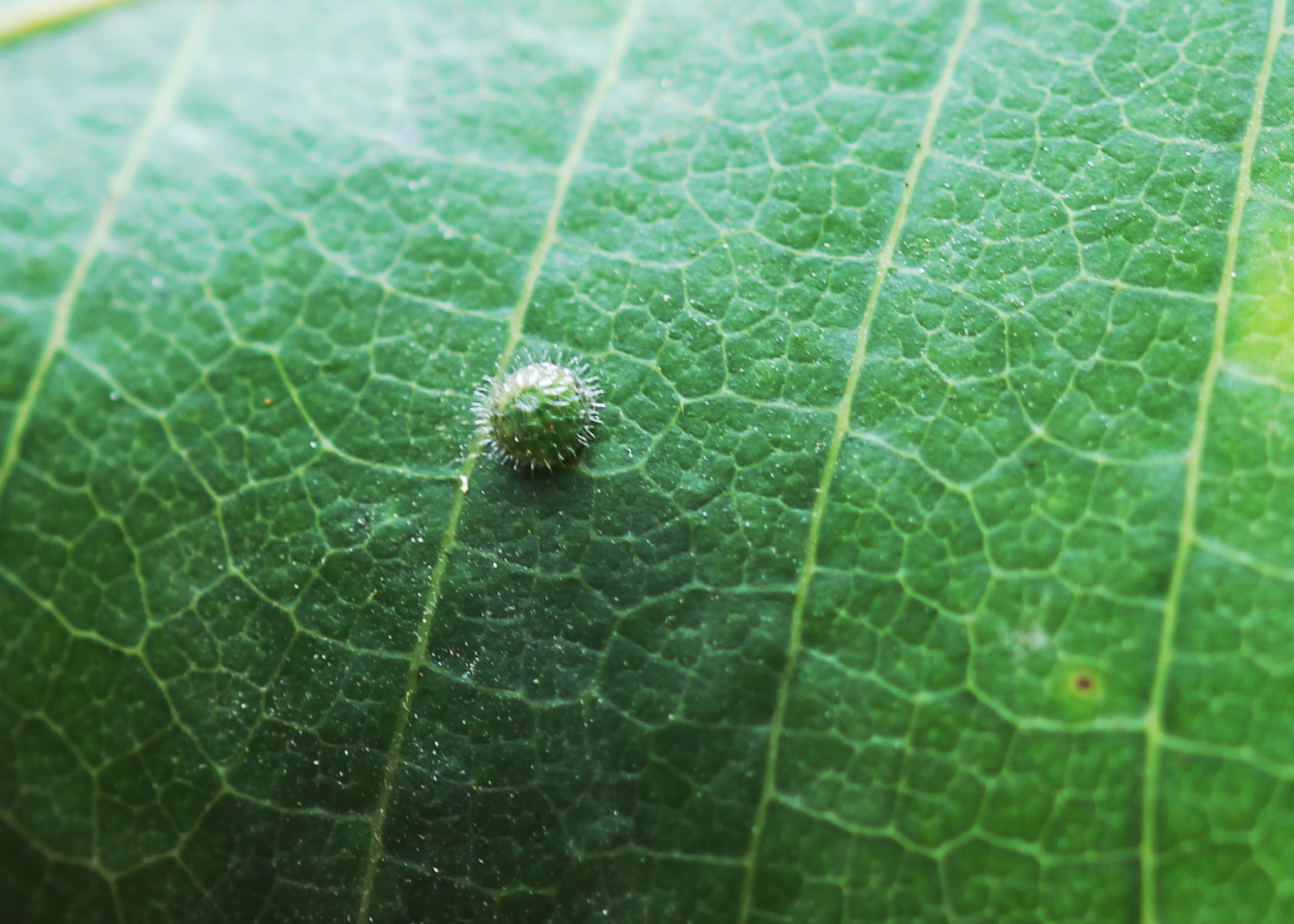
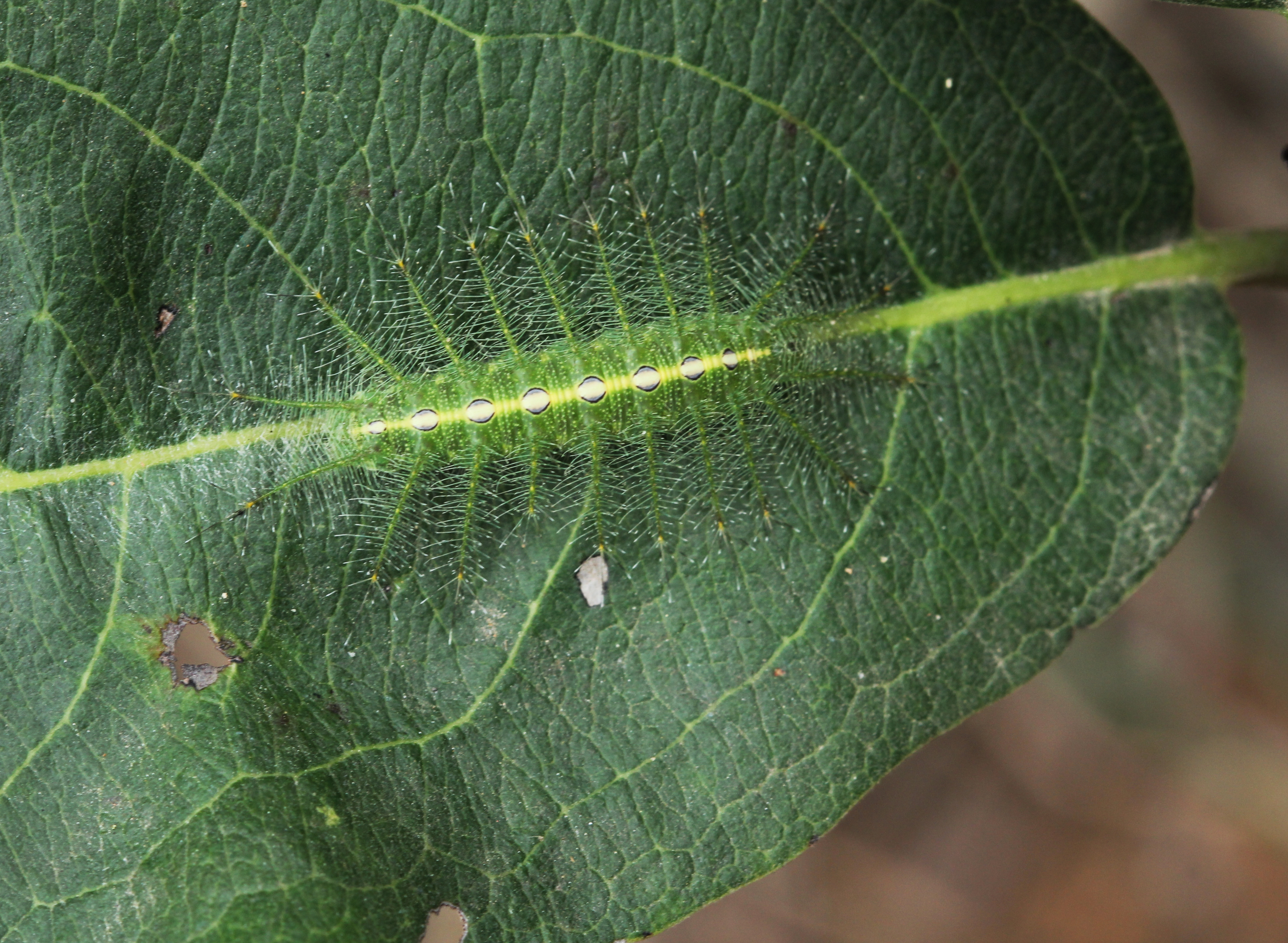
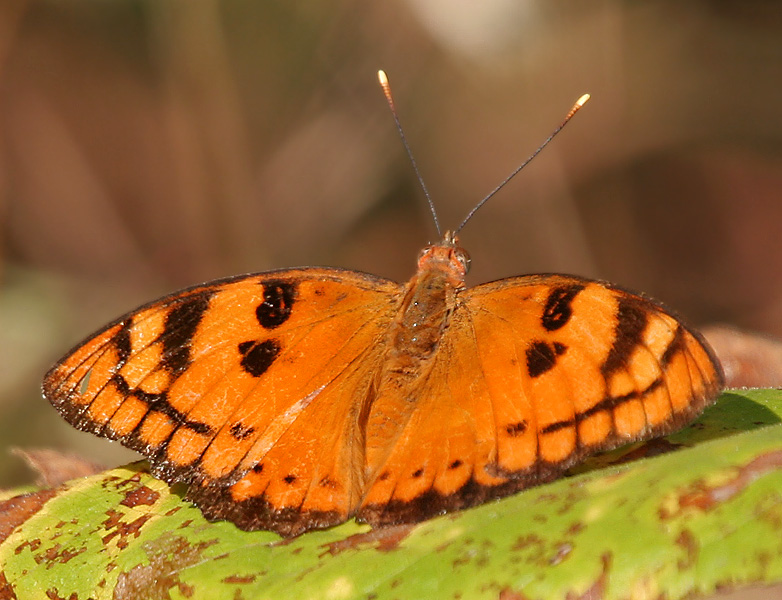
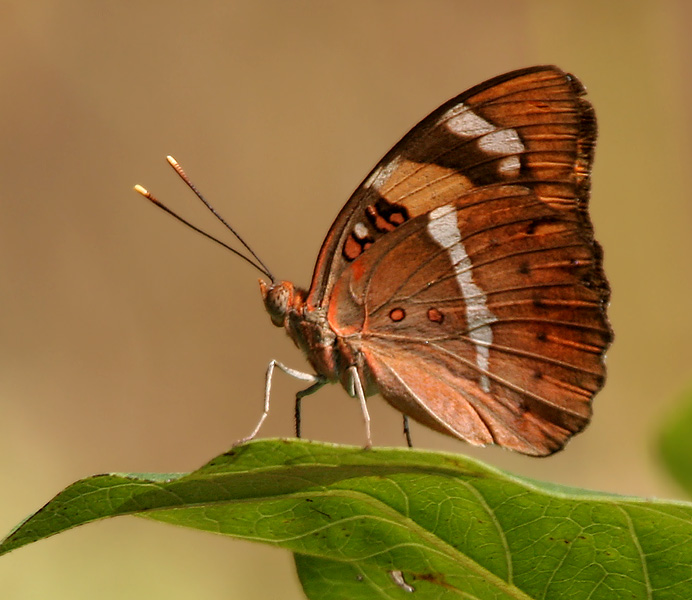